# 青霉素V钾
青霉素V钾，英文名Phenoxymethylpenicillin Potassium(INN)， 又名苯氧甲基青霉素。是于1947年研制而成的天然青霉素。